# Wolfgang Diewerge
Wolfgang Diewerge (* 12. Januar 1906 in Stettin; † 4. Dezember 1977 in Essen) war ein nationalsozialistischer Propagandist in Joseph Goebbels’ Reichsministerium für Volksaufklärung und Propaganda. Sein Spezialgebiet war die antisemitische Öffentlichkeitsarbeit, vor allem im Zusammenhang mit Prozessen im Ausland, die sich propagandistisch verwerten ließen. Er spielte auch eine wesentliche Rolle bei der Vorbereitung eines Schauprozesses gegen Herschel Grynszpan, dessen Attentat auf einen deutschen Botschaftsmitarbeiter in Paris den Nationalsozialisten als Anlass für die Novemberpogrome 1938 gedient hatte. In Millionenauflage erschienen 1941 seine Pamphlete zum so genannten Kaufman-Plan und zum Krieg gegen die Sowjetunion. Nach dem Krieg gelang Diewerge über die FDP Nordrhein-Westfalen ein erneuter Einstieg in die Politik. Durch das Eingreifen der britischen Besatzungsbehörden sowie einer Kommission des Bundesvorstandes der FDP wurde dieses Intermezzo jedoch abrupt beendet. 1966 wurde Diewerge aufgrund seiner unter Eid getätigten Aussagen über den von den Nationalsozialisten geplanten Grynszpan-Prozess wegen Meineids verurteilt. Schließlich war er als Geschäftsführer zweier Vereine in die Flick-Spendenaffäre verwickelt.

## Herkunft und frühe Jahre

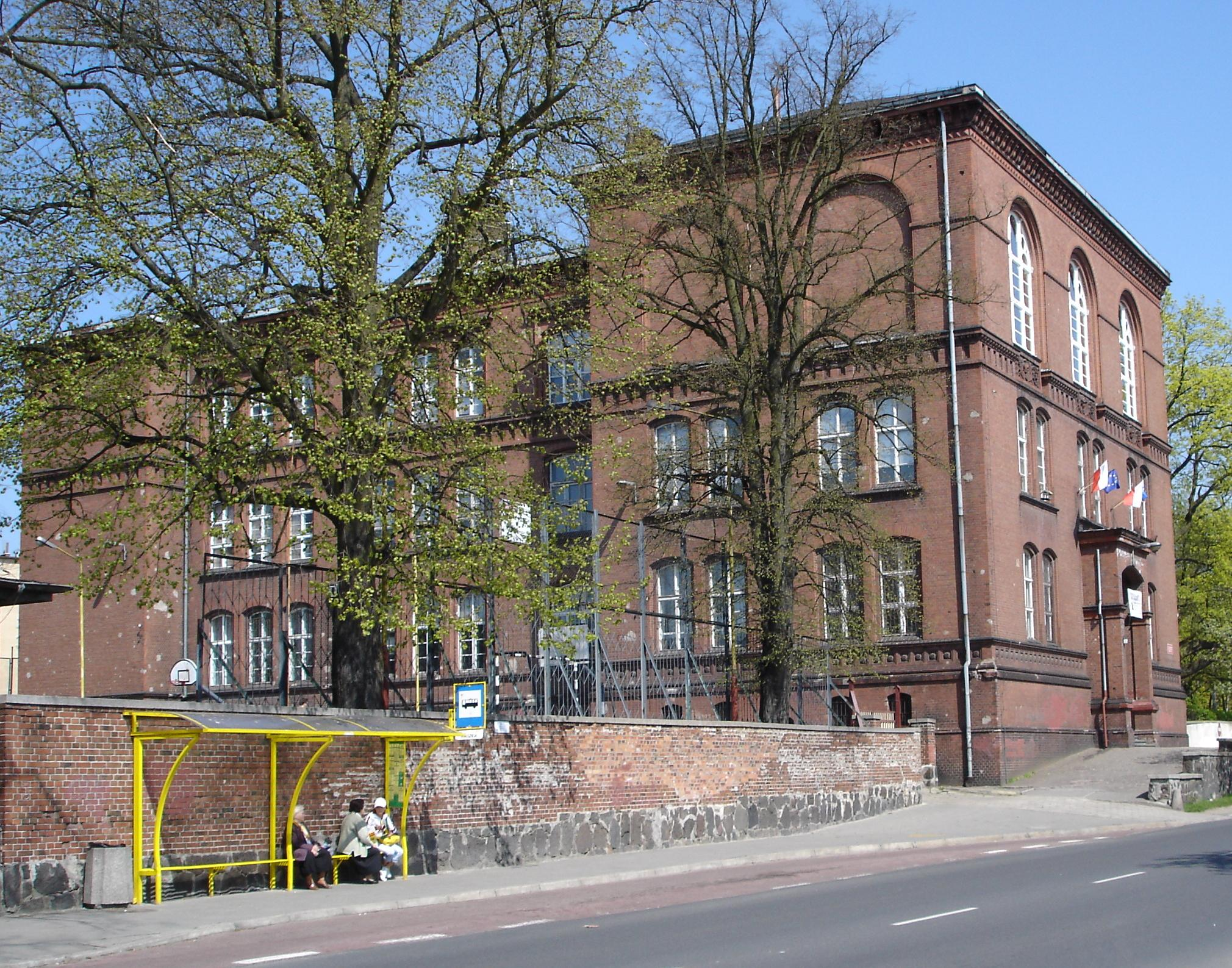
Das Gröningsche Gymnasium in Stargard

Diewerges Vater war Wilhelm Diewerge, ein Stettiner Mittelschullehrer und späterer Schulrektor in Stargard in Pommern; seine Mutter hieß Hedwig, geborene Grell. Wolfgang Diewerge hatte einen drei Jahre jüngeren Bruder, Heinz Diewerge, der während des NS-Regimes als Volkskundler, Lehrerausbilder sowie Mitglied der Parteiamtlichen Prüfungskommission zum Schutze des nationalsozialistischen Schrifttums Karriere machte; Heinz Diewerge starb 1939 an einer Kriegsverletzung, die er sich beim Überfall auf Polen zugezogen hatte.
Wolfgang Diewerge besuchte das traditionsreiche Gröningsche Gymnasium in Stargard und legte dort 1924 sein Abitur ab. Danach studierte er in Jena und Berlin Jura. Die erste juristische Staatsprüfung absolvierte er 1929. Es folgte das Referendariat am Kammergericht in Berlin, mit einem mehrmonatigen Auslandsaufenthalt als Gerichtsreferendar am deutschen Konsulargericht in Kairo sowie bei dem deutschen Rechtsanwalt Felix Dahm, der dort beim Gemischten Gericht zugelassen war. Im Frühling 1933 stellte Diewerge einen Antrag auf Abkürzung der juristischen Staatsprüfung, im November desselben Jahres legte er schließlich sein Assessorexamen ab.
Politisch orientierte Diewerge sich frühzeitig an völkischen und nationalsozialistischen Gruppen. So wurde er nach eigenen Angaben als 17-Jähriger im Oktober 1923, also noch als Schüler, Mitglied des Schlageter-Gedächtnisbundes und schloss sich im August 1924 in Leipzig der Schwarzen Reichswehr an. Seit 1927 schrieb er gelegentlich für nationalsozialistische Zeitungen und Zeitschriften, so für den Angriff, den Völkischen Beobachter, den Westdeutschen Beobachter, die Nationalsozialistischen Monatshefte und die antisemitische Satirezeitschrift Die Brennessel. Zum 1. August 1930 trat er der NSDAP bei (Mitgliedsnummer 278.234); er soll bereits früher unter dem Decknamen Diege NSDAP-Mitglied gewesen sein. Schon vor 1933 übernahm Diewerge diverse Parteiämter in Berlin, vom Bezirkspropagandawart über den Schulungsleiter bis zum stellvertretenden Ortsgruppenleiter. Zudem stellte er verschiedenen nationalsozialistischen Organisationen, etwa der Gaurechtsstelle Berlin der NSDAP und der Gefangenenbetreuung der SA, seine juristischen Kenntnisse zur Verfügung und trat als Gauredner auf.

## Nationalsozialistischer Propagandist
1933 wurde Diewerge Reichsgeschäftsführer der Deutschen Turnerschaft und feierte das Ende Juli stattfindende Stuttgarter Turnfest als ein „Volksfest im nationalsozialistischen Sinne“, in dem sich „wahre Volks- und Schicksalsgemeinschaft“ manifestiere. In diesem Jahr brachte er es auch zum Abteilungsleiter der Rechtsabteilung des „Nationalsozialistischen Kampfbundes für den gewerblichen Mittelstand – Gau Groß-Berlin“. Ferner war Diewerge Abteilungsleiter in der NSDAP-Auslandsorganisation. Anfang 1934 trat er zum ersten Mal öffentlich hervor. Anlass war ein hochgradig politisierter Prozess in Kairo – die ägyptische Hauptstadt war ihm ja bereits aus seiner Referendariatszeit vertraut.

### Profilierung in antisemitischer Öffentlichkeitsarbeit: Der Kairoer Prozess
Der Leiter der Kairoer Siemens-Niederlassung und Präsident des Deutschen Vereins in Kairo, Wilhelm van Meeteren, hatte dort Mitte 1933 eine antisemitische Broschüre mit dem Titel „Die Judenfrage in Deutschland“ veröffentlicht. Daraufhin hatte der jüdische Geschäftsmann Umberto Jabès mit Unterstützung der Ligue Internationale Contre l'Antisémitisme (LICA, d. h. der Internationalen Liga gegen den Antisemitismus) van Meeteren auf Schadensersatz wegen Beleidigung verklagt. Die Verhandlung sollte vor einem so genannten Gemischten Gericht stattfinden, einer ägyptischen Instanz zur Regelung von Rechtsstreitigkeiten unter Beteiligung von Ausländern. Am 30. August 1933 fand im Auswärtigen Amt in der Berliner Wilhelmstraße eine Besprechung des bevorstehenden Prozesses statt, zu der auch Vertreter des Propagandaministeriums eingeladen wurden. Von diesem Ministerium erhielt der junge Jurist Diewerge den Auftrag zur „vorbereitenden Unterstützung“ des Rechtsstreits.

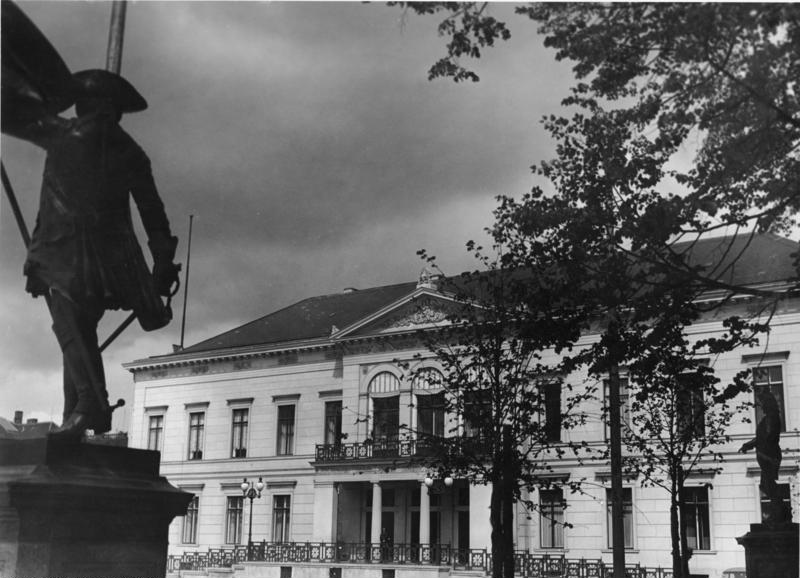
Der Dienstsitz des Propagandaministeriums am Berliner Wilhelmplatz 8/9 (1936)

Beunruhigt durch die Nachricht, dass Jabès den international bekannten Pariser Rechtsanwalt Henri Torrés als Rechtsvertreter gewonnen habe, verfolgte das deutsche Außenministerium zunächst eine vorsichtige Strategie und versuchte das Thema insbesondere aus der öffentlichen Debatte herauszuhalten. Diewerge hingegen übersandte dem Auswärtigen Amt am 29. September 1933 ein zehnseitiges Gutachten „Die pressemäßige Unterstützung des Kairoer Prozesses“, das im Gegenteil auf möglichst öffentlichkeitswirksame Ausschlachtung des Prozesses abzielte: Dieser sollte als „Kampfmittel des Judentums gegen die nationalsozialistische Erhebung“ gebrandmarkt werden. Diewerge entwarf dazu eine detaillierte Strategie der Öffentlichkeitsarbeit. Er benannte Medien, Zielgruppen und Kosten und schlug ein einheitliches Etikett vor, unter dem der Prozess in der nationalsozialistischen Presse erscheinen sollte: „Kairoer Judenprozess“. Seinen Angaben zufolge war der gesamte Plan mit dem Landesgruppenleiter der NSDAP in Ägypten, Alfred Heß (dem Bruder von Rudolf Heß), bis ins Detail abgestimmt. Die Zielrichtung der projektierten Pressearbeit ging aus einem beiliegenden Beispieltext hervor, der den Titel „Internationale jüdische Verschwörung gegen Deutschland in Ägypten aufgedeckt“ trug. Diewerge verwertete diesen Beispieltext auch umgehend öffentlich: für einen Vortrag am 5. Oktober 1933 im Rundfunk und einen weitgehend textidentischen, am 6. Oktober erscheinenden Artikel im Völkischen Beobachter. Ferner ließ er den Text über den Vertrauensanwalt der deutschen Gesandtschaft in Kairo ausgewählten arabisch- und französischsprachigen Zeitungen in Kairo zukommen, um auch in Ägypten das erwünschte Presseecho zu erzeugen. Unter anderem arrangierte er, dass die dem ägyptischen König Fu'ād I. nahestehende Zeitung La Liberté am Prozesstag ein Interview mit Goebbels veröffentlichte.
Es gelang Diewerge, sich mit seinen Vorstellungen durchzusetzen. Anfang 1934 wurde er zum Beauftragten für die Vorbereitung und Durchführung des Prozesses ernannt. Als Sonderberichterstatter des Völkischen Beobachters reiste er nach Kairo. Er schrieb Zeitungsberichte, gab der ägyptischen Zeitung Al-Ahram ein Interview und hielt, nachdem Jabès' Klage abgewiesen worden war, am 31. Januar 1934 von Kairo aus eine Rundfunkrede über alle deutschen Sender, die den „deutschen Sieg über das Weltjudentum“ feierte. 1935, nachdem Jabès auch in der Berufungsinstanz gescheitert war, verfasste Diewerge einen propagandistisch aufgemachten Bericht mit dem Untertitel „Gerichtlich erhärtetes Material zur Judenfrage“ im Parteiverlag der NSDAP.
Bei diesem Gerichtsverfahren hatte sich erstmals eine Arbeitsteilung eingespielt, die in weiteren Prozessen fortgeführt wurde: Der international bekannte Völkerrechtler Friedrich Grimm übernahm die juristische Seite des Verfahrens und trat in der Hauptverhandlung auf, Diewerge kümmerte sich um die publizistische und politische Planung im Sinne des Propagandaministeriums.
Im März 1934 wurde Diewerge als Regierungsassessor in Goebbels’ Reichsministerium für Volksaufklärung und Propaganda angestellt. Mitte 1935 wird er in verschiedenen Aufstellungen für Cuno Horkenbachs Jahrbücher als „Referent“ in der Abteilung VII dieses Ministeriums geführt, die als „Abwehr“ bzw. „Lügen-Abwehr“ betitelt wird. Für Diewerge begann damit ein kontinuierlicher Aufstieg. 1936 wurde er zum Regierungsrat, 1939 zum Oberregierungsrat befördert. 1941 erreichte er die Laufbahnstufe eines Ministerialrats. 1936 heiratete er, bis 1941 hatte das Ehepaar bereits drei Kinder. Eine undatierte Beurteilung des Ministeriums über Diewerge fiel sehr positiv aus, insbesondere wurde seine Einstellung zur nationalsozialistischen Weltanschauung als „bedingungslos“ gewürdigt. Zu seinen Aufgaben gehörten Propagandavorträge im Ausland, unter anderem im Zusammenhang mit einer dreimonatigen Afrikareise 1937. Immer wieder drehten sich seine Aktivitäten um Vorfälle, Prozesse und Veröffentlichungen im Ausland, die Anlass zu antisemitischen Kampagnen gegen das sogenannte Weltjudentum gaben.

### Der Fall Gustloff: Antisemitische Politisierung eines Mordprozesses
1936 erstreckte sich Diewerges Zuständigkeit in der Abteilung VII des Propagandaministeriums, nunmehr „Ausland“ betitelt, auf Frankreich, die französischen Besitzungen in Nordafrika (Algerien, Tunesien), Marokko, Ägypten, Monaco und die Schweiz. Als am 4. Februar 1936 David Frankfurter den NS-Landesgruppenleiter Wilhelm Gustloff in Davos erschoss, erhielt Diewerge eine neue Gelegenheit, seine Fähigkeiten in antisemitischer Propaganda unter Beweis zu stellen. Bereits am 18. Februar verlangte er vom Auswärtigen Amt Material zu dem Attentat und der Situation der NS-Landesgruppe in der Schweiz, um eine Broschüre zum Thema zu erstellen. Im April hatte er diese Broschüre, wiederum in Zusammenarbeit mit der Auslandsorganisation der NSDAP, fertiggestellt. Sie erschien unter dem Titel Der Fall Gustloff: Vorgeschichte und Hintergründe der Bluttat von Davos im Hausverlag der NSDAP, dem Franz-Eher-Verlag. Wie in der Kairoer Angelegenheit kam es daraufhin zu Spannungen zwischen dem Propagandaministerium und dem Auswärtigen Amt, das in diesem Fall vom Reichswirtschaftsministerium unterstützt wurde. Dabei ging es allerdings nicht um den Inhalt der Broschüre, sondern lediglich um den offiziellen Erscheinungszeitpunkt. Mit Verweis auf wichtige Wirtschaftsverhandlungen mit der Schweiz sowie die Rheinlandbesetzung verlangten die Außen- und Wirtschaftspolitiker, dass mit dem Vertrieb des Heftchens bis zum Sommer gewartet werde. Sie konnten sich damit durchsetzen.
Die Broschüre hatte zum Ziel, die Schuld am Attentat einerseits der Schweizer Politik und der kritischen Berichterstattung der Schweizer Presse, andererseits einer jüdisch-bolschewistischen Verschwörung in die Schuhe zu schieben, deren Agent Frankfurter angeblich gewesen sei. Da ein Großteil der Broschüre aus – tendenziös ausgewählten – Pressezitaten bestand, die Diewerge dann jeweils aus nationalsozialistischer Sicht kommentierte, konnte die NS-Propaganda darauf hoffen, dass die Verbreitung des Werks in der Schweiz nicht verboten werden würde. Tatsächlich kam es nie zu einem staatlichen Verbot. Lediglich die Schweizerischen Bundesbahnen untersagten den Vertrieb über Bahnhofskioske, was einen – erfolglosen – offiziellen Protest des deutschen Gesandtschaftsrats Carl Werner Dankwort zur Folge hatte. Besonders aggressiv wandte sich das Diewerge’sche Machwerk gegen 125 Schweizer Parlamentarier, die sich für die Verleihung des Friedensnobelpreises an den in einem nationalsozialistischen Konzentrationslager eingesperrten Carl von Ossietzky ausgesprochen hatten:

„Und diese Hirtenknaben erfrechen sich, wegen eines notorischen Verbrechers die Regierung Deutschlands anzugreifen und zu beleidigen.“

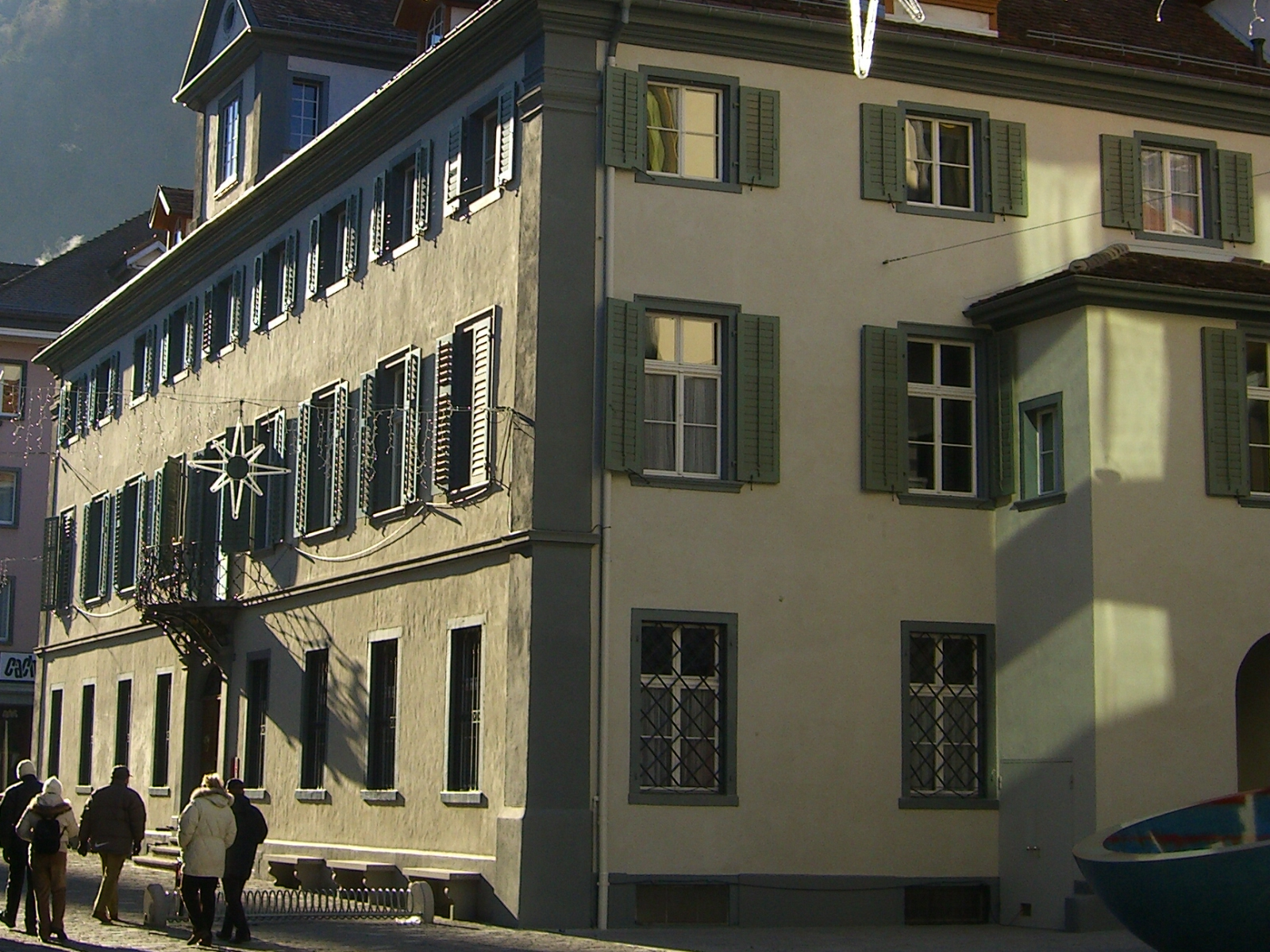
Das Alte Gebäu – Sitz des Kantonsgerichts in Chur, wo die Verhandlung gegen Frankfurter stattfand

Als im Dezember 1936 der Prozess gegen David Frankfurter in Chur stattfand, teilten sich Diewerge und Friedrich Grimm wieder die Arbeit. Diewerge lenkte und organisierte die Pressearbeit, Grimm schuf sich eine Rolle als Vertreter der Witwe Gustloffs in der begleitenden Zivilklage, was ihm zumindest einen kurzen Auftritt in Chur ermöglichte. Gemeinsam suchten und fanden sie einen Schweizer Anwalt (Werner Ursprung) für den Strafprozess gegen Frankfurter. Diewerge gab Anweisungen für die deutschen Zeitungen und schrieb dort auch selbst, unter anderem erneut als Sonderberichterstatter des Völkischen Beobachters, lancierte Pressemeldungen in der Schweiz und führte die deutsche Pressedelegation in Chur an. Schon im Vorfeld des Prozesses verfiel er unter anderem auf die Idee, ausgewählte Schweizer Journalisten zu einer „Informationsreise“ in ein deutsches Konzentrationslager einzuladen und ihnen zudem ein Interview mit Roland Freisler (damals noch Staatssekretär im Reichsjustizministerium) anzubieten. Dieser Plan ging auf: Am 22. November 1936 brachen vier Journalisten auf Kosten des Propagandaministeriums zum KZ Börgermoor auf, begleitet von Mitarbeitern der Presseabteilung des Ministeriums. Auch das Freisler-Interview kam zustande. Und tatsächlich veröffentlichten die Basler Nachrichten am 29. November einen ganz den deutschen Absichten entsprechenden Artikel über das Lager, in dem unter anderem der „überraschend geringe Prozentsatz von Kranken“ und „schmucke rote Bauernhäuser“ gerühmt wurden.
Das Duo Diewerge/Grimm war in Chur, wie in Kairo, in „paradoxer Mission“ unterwegs: Einerseits sollte es verhindern, dass der Prozess sich zum Tribunal über den deutschen Antisemitismus entwickelte; andererseits sollte es den Prozess als Ausgangspunkt für antisemitische Propaganda im In- und Ausland nutzen. Goebbels war ausweislich seines Tagebuchs der Meinung, dass sie dieses Unterfangen „ausgezeichnet“ und „glänzend“ erledigt hätten.
1937 veröffentlichte Diewerge eine zweite Propagandabroschüre über den Prozess unter einem von Friedrich Sieburg entlehnten Titel: Ein Jude hat geschossen … Dabei konnte er sich auf die vollständigen Prozessakten stützen, die ihm über Grimm und Ursprung zugänglich waren, und unter anderem seitenlang aus den Briefen zitieren, die Frankfurter im Gefängnis erhalten hatte. Hier vertrat Diewerge nachdrücklich die These von der jüdischen Weltverschwörung, wobei er sich insbesondere auf den deutschen Emigranten und Schweizer Staatsbürger Emil Ludwig einschoss, der ein Buch über die Tat Frankfurters veröffentlicht hatte: Das Buch Ludwigs, den Diewerge durchgängig als „Ludwig-Cohn“ bezeichnete, um sein Judentum herauszustellen, sei „eins der wertvollsten und besten Beweisstücke für die Richtigkeit der nationalsozialistischen Rassengesetzgebung und die Notwendigkeit der Ausmerzung des Judentums aus dem deutschen Kulturleben.“ Der Verteidiger Frankfurters und der psychiatrische Gutachter erschienen bei Diewerge ebenfalls als Agenten des Judentums mit Davidstern, obwohl sie keinerlei jüdischen Hintergrund aufwiesen.
Diewerges beleidigende Angriffe auf Schweizer Staatsbürger, Journalisten, Juristen und Politiker wurden in der Schweiz nicht vergessen; besonders die Neue Zürcher Zeitung verwies nach dem Zweiten Weltkrieg in ausführlichen Berichten über Diewerges Aktivitäten in der Bundesrepublik Deutschland immer wieder auf die Erfahrungen von 1936 und 1937.

### Der Fall des Herschel Grynszpan: Propaganda und Prozessplanung
Am 7. November 1938, dem Tag des Attentats von Herschel Grynszpan auf Ernst Eduard vom Rath, den Legationssekretär der deutschen Botschaft in Paris, verbreitete das Deutsche Nachrichtenbüro die Anweisung, dass dieser Vorfall in allen deutschen Zeitungen „in groesster Form“ herauszustellen sei. Besonderen Wert legte man auf die politische Bewertung: „In eigenen Kommentaren ist darauf hinzuweisen, dass das Attentat die schwersten Folgen fuer die Juden in Deutschland haben muss …“ Als Kontakt für Auskünfte wurde Wolfgang Diewerge angegeben, der Journalisten ab sofort in seinem Büro im Reichspropagandaministerium zur Verfügung stand; auch Hintergrundliteratur wurde den Berichterstattern ans Herz gelegt: die antisemitischen Broschüren Diewerges zum Attentat auf Gustloff.

Kopf des Völkischen Beobachters

Noch am selben Tag muss Diewerge ein Vorbild für einen solchen Kommentar verfasst haben, denn am Folgetag, dem 8. November, erschien der Völkische Beobachter mit einem von ihm gezeichneten Leitartikel. Unter der Schlagzeile „Verbrecher am Frieden Europas“ schrieb Diewerge:

„Es ist klar, daß das deutsche Volk aus dieser neuen Tat seine Folgerungen ziehen wird. Es ist ein unmöglicher Zustand, dass in unseren Grenzen Hunderttausende von Juden noch ganze Ladenstraßen beherrschen, Vergnügungsstätten bevölkern und als ‚ausländische‘ Hausbesitzer das Geld deutscher Mieter einstecken, während ihre Rassegenossen draußen zum Krieg gegen Deutschland auffordern und deutsche Beamte niederschießen. Die Linie von David Frankfurter zu Herschel Grünspan ist klar gezeichnet. […] Wir werden uns die Namen jener merken, die sich zu dieser feigen Mordtat bekennen […] Es sind dieselben Kräfte wie in Kairo und Davos, es sind Juden und keine Franzosen. Die Schüsse in der Deutschen Botschaft in Paris werden nicht nur den Beginn einer neuen Haltung in der Judenfrage bedeuten, sondern hoffentlich auch ein Signal für diejenigen Ausländer sein, die bisher nicht erkannten, dass zwischen der Verständigung der Völker letzten Endes nur der internationale Jude steht.“

Am 8. November trat Diewerge dann selbst in der Reichspressekonferenz auf und gab genauere Anweisungen zur Berichterstattung, insbesondere zu ihrer antisemitischen Tendenz (so sollte Emil Ludwig als einer der geistigen Urheber des Attentats herausgestellt werden; wie bereits 1937 eingeübt, stets mit dem Beinamen „Cohn“). Rückblickend sind Diewerges Aktivitäten als Einstimmung der Bevölkerung auf die Novemberpogrome zu verstehen, die in der so genannten Reichskristallnacht vom 9. auf den 10. November 1938 stattfanden.
Als in Frankreich der Prozess gegen Grynszpan vorbereitet wurde, sollte sich daran wiederum Friedrich Grimm als Jurist für das Deutsche Reich beteiligen, während Diewerge die publizistische Begleitung übernahm. Und Diewerges Propagandaschriften liefen wiederum auf den bereits bekannten Tenor hinaus: Der Angeklagte habe die Tat als Werkzeug des Weltjudentums vollbracht, so Diewerge in seiner Schrift über „Grünspan und seine Helfershelfer“, die 1939 erschien.
Zu einer Verhandlung kam es freilich nicht mehr, da die Anklage des französischen Staatsanwalts erst am 8. Juni 1940 erhoben wurde, wenige Tage vor dem Einmarsch der Deutschen in Paris. Als Grynszpan im unbesetzten Frankreich aufgegriffen worden war, verlangte Grimm vom Vichy-Regime erfolgreich dessen Auslieferung und Grynszpan wurde nach Berlin gebracht. Dort beabsichtigte Joseph Goebbels einen großen Schauprozess zu veranstalten, zu dem unter anderem der ehemalige französische Außenminister Georges Bonnet als Zeuge geladen werden sollte. Diewerge wurde mit der Planung dieses Prozesses beauftragt: „Ministerialrat Diewerge vom Propagandaministerium hat den Sonderauftrag, den Prozeß gegen den Mörder Grünspan unter propagandistischen Gesichtspunkten zu bearbeiten.“ Tatsächlich trieb Diewerge die Planungen weit voran, es gab bereits einen detaillierten Zeit- und Auftrittsplan für die zu inszenierende Gerichtsverhandlung, bei der auch Diewerge selbst eine Rolle zukam, nämlich als Referent „über die Vorbereitung des Weltjudentums zum Kriege gegen das Reich, insbesondere durch die Tat Grünspans“. Doch im Mai 1942 wurde das Vorhaben gestoppt, offenbar aus zwei Gründen: Die NS-Führung befürchtete, Grynszpan werde seine Tat öffentlich als eine Tat im Stricher-Milieu darstellen und damit die propagandistische Absicht des Schauprozesses durchkreuzen; und das Konzept, mit dem Auftritt eines französischen Politikers Glaubwürdigkeit zu suggerieren, wurde als politisch unpassend verworfen.

### Jüdische Plutokratie, jüdischer Bolschewismus: Antisemitische Propaganda in Millionenauflage
Diewerge erhielt im Propagandaministerium weiterhin prestigeträchtige Aufträge, so bereitete er etwa die Rundfunkübertragung zum 50. Geburtstag Hitlers am 20. April 1939 vor. Im August 1939, einen Monat vor dem Überfall auf Polen, wurde er zum Intendanten des Rundfunksenders Danzig ernannt, mit der Begründung, in diesem Spannungsgebiet sei nunmehr ein „Politiker“ an der Spitze der Anstalt erforderlich. Unter seiner Intendanz meldete sich der Sender erstmals als „Reichssender Danzig“, anlässlich der Hitlerrede zum Überfall auf Polen am 1. September. Diewerges Nachfolger als Intendant wurde Carl-Heinz Boese, während er selbst im September 1939 die Leitung des Reichspropagandaamts Danzig übernahm. Dort organisierte Diewerge den Aufbau eines Netzes von Reichs-, Gau- und Kreisrednern der NSDAP. Mit einer kurzen Unterbrechung durch einen Fronteinsatz als Kriegsberichterstatter im Sommer 1940 blieb Diewerge bis zum Februar 1941 in Danzig. Dann holte Goebbels ihn zurück nach Berlin und ernannte ihn zum Leiter des Rundfunkreferats im Propagandaministerium. Damit hatte Diewerge den Gipfel seiner Karriere erklommen: Er war nun zuständig für die gesamte politische Abteilung des Rundfunks, insbesondere für die Nachrichten- und Propagandasendungen. Der Historiker und Goebbels-Biograph Peter Longerich urteilt, dass Diewerge als „einer der profiliertesten Propagandisten im Ministerium“ von Goebbels nicht nur mit der Leitung der Rundfunkabteilung, sondern zugleich mit der „Gesamtverantwortung für die politisch-propagandistischen Sendungen des Großdeutschen Rundfunkes“ betraut wurde.
Neben dieser Tätigkeit arbeitete Diewerge mit zwei in hoher Auflage erschienenen Publikationen für das nationalsozialistische Regime an der Konstruktion einer jüdischen Weltgefahr: Er schrieb eine 32-seitige Broschüre Das Kriegsziel der Weltplutokratie, die laut Goebbels’ Tagebuch in nicht weniger als fünf Millionen Exemplaren verbreitet wurde. Darin verwertete er Zitate aus einer in kleiner Auflage im Selbstverlag publizierten, sonst kaum beachteten Broschüre des Amerikaners Theodore Newman Kaufman, die unter anderem für den Fall eines amerikanisch-deutschen Krieges die Sterilisierung aller Deutschen verlangte. Er dramatisierte diese Schrift zum dämonischen Kaufman-Plan, in dem das Judentum den Amerikanern die Vernichtung des Deutschtums vorschreibe, und gab als Kaufmans zweiten Vornamen fälschlich den jüdischen Namen Nathan an. Diewerges Kommentar enthielt unter anderem unter der Überschrift „Wer soll sterben – die Deutschen oder die Juden?“ diese unverhüllte Drohung:

„Wie wäre es, wenn man statt der 80 Millionen Deutschen diese 20 Millionen Juden nach dem Rezept ihres Rassegenossen Kaufman behandeln würde? Dann wäre der Frieden auf alle Fälle gesichert. Denn der Unruhestifter, der Friedensstörer, auf der ganzen Welt ist der Jude.“

Goebbels äußerte sich sehr zufrieden und meinte, die Broschüre werde „endgültig mit den letzten Rudimenten einer evtl. vorhandenen Nachgiebigkeit aufräumen, denn dieser Broschüre kann auch der Dümmste entnehmen, was uns droht, wenn wir einmal schwach werden“.
Im selben Jahr gab Diewerge unter dem Titel Deutsche Soldaten sehen die Sowjetunion eine angebliche Sammlung von Feldpostbriefen deutscher Soldaten heraus, die dazu diente, anhand von sorgfältig ausgewählten und redigierten oder auch erfundenen Zeitzeugenberichten eine jüdisch-bolschewistische Weltgefahr zu beschwören. In den darin enthaltenen Texten wurden Pogrome und Völkermord an den Juden mit begeisterten Worten begrüßt:

„Was in Lemberg geschah, wiederholte sich auf den kleinsten Dörfern. Überall vernichtete man [d. h. die ‚Bolschewisten‘] Ukrainer und Polen, nie jedoch einen Juden. Das ist bezeichnend für die wahren Urheber. Die Volkswut aber richtete sich gegen dieses Verbrechervolk. Man schlug sie tot wie die Hunde, so wie sie es verdient hatten.“

 Und weiter 

„Es wird nötig sein, die Pestbeule radikal auszubrennen, denn diese Tiere werden immer eine Gefahr bilden....“

Auch diese Broschüre wurde in Millionenauflage verbreitet und über Anweisungen der Reichspressekonferenz allen Journalisten des Deutschen Reichs ans Herz gelegt.
In seiner Position als Leiter des Rundfunkreferats hatte Diewerge permanent Kompetenzstreitigkeiten mit Heinrich Glasmeier, dem Reichsintendanten des Deutschen Rundfunks. Die wechselseitigen Intrigen fanden immer wieder ihren Niederschlag in Goebbels’ Tagebuch, der sich eine größere Durchsetzungsfähigkeit seines Referatsleiters wünschte, andererseits aber auch Diewerges Wunsch nicht entsprechen wollte, Glasmeier fallen zu lassen. Letztlich konnte Diewerge sich in dieser Funktion nur bis Oktober 1942 behaupten; zu diesem Zeitpunkt löste ihn Hans Fritzsche als „Goebbels’ Mann beim Radio“ ab. Dies hing offenbar auch damit zusammen, dass im Verlauf des Krieges der Unterhaltungsanteil des Rundfunkprogramms gegenüber der unmittelbar politischen Propaganda deutlich wuchs. Seit September 1936 Mitglied der SS (SS-Nummer 276.826), meldete sich Diewerge dann freiwillig zum Fronteinsatz in den Waffen-SS-Divisionen Leibstandarte SS Adolf Hitler und Wiking. Als Kriegsberichterstatter schrieb und sprach er ca. 30 Radioreportagen aus dem Kaukasus unter Titeln wie „Husarenstreich auf Volkswagen“. Nach einem Lazarettaufenthalt in Krakau ließ Goebbels ihn für unabkömmlich erklären, sein Fronteinsatz war damit beendet. Das Propagandaministerium setzte Diewerge in den Folgejahren für eine Reihe von Aufgaben ein, unter anderem für Vortragsreisen in und Berichte aus dem besetzten und neutralen Ausland. So bereiste er unter anderem mit Propagandareden die Türkei und berichtete danach Goebbels über die dortige Stimmung. Im letzten Kriegsjahr erhielt er erneut den Auftrag, nach Danzig zu gehen.
Im Verlauf seiner propagandistischen Tätigkeit erhielt Diewerge eine Reihe von weiteren Funktionen und Auszeichnungen: Seit 1935 war er Reichsredner, später auch Auslandsredner der NSDAP. Er erhielt am 19. September 1939 das Goldene Parteiabzeichen der NSDAP ehrenhalber, trug den Ehrendolch und den Ehrenring der SS und hatte seit 1943 den Rang eines SS-Standartenführers inne. Häufig wird er in der Literatur auch als Träger des Blutordens der NSDAP bezeichnet, was jedoch nicht als gesichert anzusehen ist. Diewerge soll zum engen Kreis derer gehört haben, die am 30. April 1945 bei der Verabschiedung von Goebbels im Berliner ‚Führerbunker‘ zugegen waren. Am 1. Mai hat er sich nach eigenen Angaben „nach Westen durchschlagen können“.

## In der Bundesrepublik Deutschland
Nach dem Krieg wäre Diewerge aufgrund seiner Staats- und SS-Funktionen unter den automatischen Arrest der Alliierten gefallen. Er tauchte unter und soll zunächst in Hessen als Bürovorsteher bei einem Anwalt gearbeitet haben, bis sich durch Vermittlung seines alten Kollegen Friedrich Grimm eine neue Karrierechance bei der FDP Nordrhein-Westfalen bot.

### Die Nationale Sammlung der nordrhein-westfälischen FDP und der Naumann-Kreis
Grimm stellte Diewerge im Jahr 1951 Ernst Achenbach vor, in der NS-Zeit Leiter der Politischen Abteilung der Botschaft in Paris und nunmehr außenpolitischer Sprecher der FDP. Auf Achenbachs Empfehlung erlangte Diewerge die Stelle eines persönlichen Sekretärs bei dem nordrhein-westfälischen FDP-Landesvorsitzenden Friedrich Middelhauve. Diese Personalentscheidung war kein Einzelfall, sondern Bestandteil von Middelhauves Versuch, eine „Nationale Sammlung“ rechts von der CDU und der SPD zu begründen, die insbesondere auch NS-Funktionäre aufnehmen sollte. Sie wurde nach Middelhauves späteren Angaben im vollen Wissen um die Tätigkeit Diewerges während der Zeit des Nationalsozialismus getroffen; den Ausschlag gab seine „berufliche Qualifikation“. Der Historiker Kristian Buchna kommentiert: „Nicht ausgerechnet, sondern gerade der erfahrene ehemalige Goebbels-Mitarbeiter schien dafür prädestiniert, in mehrtägigen Kursen ‚systematisch neu und zusätzlich Redner‘ auszubilden, die künftig als Multiplikatoren des nationalen Sammlungskurses eingesetzt werden sollten.“
In seiner neuen Position gab Diewerge unter anderem zentrale Schulungsmaterialien für Wahlredner heraus („Rednerschnellbrief“); von September bis Dezember 1952 war er auf Middelhauves Vorschlag hin sogar mit der Rednerschulung der Bundes-FDP betraut. Ebenso entwarf er Redemanuskripte für Middelhauve. Zudem schrieb Diewerge Beiträge für die nordrhein-westfälische FDP-Zeitschrift Die Deutsche Zukunft und leistete maßgebliche Redaktionsarbeit an einem „Deutschen Programm“, das die geplante „nationale Sammlung“ für die Bundes-FDP verbindlich machen sollte; laut Lutz Hachmeister war er sogar der Hauptverfasser dieses Programms. Von Diewerge organisierte Rednerseminare dienten etwa der Schulung von Funktionären der FDP-Jugendorganisation, der Jungdemokraten, auf die Inhalte des Deutschen Programms. Zu derartigen Seminaren lud er unter anderem Paul Hausser ein; Middelhauve bot diesem auch an, Diewerges Kompetenzen für die „pressemäßige Vorbereitung“ einer Veranstaltung von Haussers Hilfsgemeinschaft auf Gegenseitigkeit der Angehörigen der ehemaligen Waffen-SS zu nutzen.
Zugleich fungierte Diewerge – zumindest teilweise mit Wissen Middelhauves – als Verbindungsmann des Naumann-Kreises. Diese Gruppe ehemaliger nationalsozialistischer Funktionäre um Diewerges früheren Vorgesetzten, den ehemaligen Staatssekretär im Propagandaministerium Werner Naumann, versuchte die FDP im nationalsozialistischen Sinn umzuformen: „Ob man eine liberale Partei am Ende in eine NS-Kampfgruppe umwandeln […] kann, möchte ich bezweifeln, wir müssen es aber auf einen Versuch ankommen lassen“, hieß es in einem Redemanuskript Naumanns vom 18. November 1952. Diewerge hielt Naumann in Telefongesprächen – die vom britischen Geheimdienst abgehört wurden – permanent auf dem Laufenden und machte ihm zahlreiche FDP-Materialien zugänglich (unter anderem den „Rednerschnellbrief“). Als ihm die FDP für die Rednerschulung ein Auto zur Verfügung stellte, erzählte Diewerge Naumann telefonisch, dass er nun sämtliche „Gauhauptstädte“ besuchen könne, um seine Kontakte aus der NS-Zeit aufzufrischen. Diewerge legte zudem Naumann und Hans Fritzsche den Entwurf des „Deutschen Programms“ zur Begutachtung vor.
Am 14./15. Januar 1953 wurden mehrere Mitglieder des Naumann-Kreises, damals auch als Gauleiterverschwörung bezeichnet, von der Behörde des britischen Hohen Kommissars gemäß seinen alliierten Vorbehaltsrechten verhaftet. Daraufhin begann eine Kommission des Bundesvorstandes der FDP unter Leitung von Thomas Dehler die Personalpolitik der nordrhein-westfälischen FDP und die Verbindungen zwischen der FDP und dem Naumann-Kreis zu untersuchen. Insbesondere die Personalie Diewerge wurde nun zunehmend parteiintern wie öffentlich diskutiert, in der FDP wurde Diewerge als Opfer ausersehen und es häuften sich die Forderungen, ihn zu entlassen. Dieser bot daraufhin Middelhauve an, von sich aus auf seine Stellung zu verzichten, Middelhauve hielt zunächst aber zäh an seinem Mitarbeiter fest. Erst als sich herausstellte, dass Diewerge in der FDP politisch tatsächlich nicht mehr haltbar war, akzeptierte Middelhauve schließlich dessen Entlassungsgesuch zum 1. April 1953. Diewerge selbst sprach in einem Leserbrief an den Spiegel von „beiderseitigem Einvernehmen“. Der vorläufige Bericht der FDP-Bundesvorstandskommission forderte zudem den Parteiausschluss Diewerges. Erst als dies am 7. Juni 1953 im Vorstand diskutiert wurde, stellte sich heraus, dass Diewerge „bestimmt nicht“ FDP-Mitglied war, was eine Reihe von Vorstandsmitgliedern mit großem Erstaunen zur Kenntnis nahm. Thomas Dehler bekundete, diese Information habe ihm „den Atem genommen“, und verband dies mit bitteren Vorwürfen an die Adresse von Middelhauve: „Will man wirklich sagen, Herr Dr. Middelhauve, daß Sie dafür keine Verantwortung tragen, daß ein solcher Mann, der nicht Mitglied der Partei war, von Ihnen als Schulungsleiter für die Gesamtpartei uns vorgesetzt wurde? Es ist dies doch ungeheuerlich!“
Diewerge fühlte sich von der FDP und der Öffentlichkeit ungerecht behandelt, wie er in mehreren Briefen an Thomas Dehler schrieb. Er forderte Verständnis dafür ein, „dass sich vor 20 Jahren ein junger Assessor voller Tatendrang und Ehrgeiz auf seinen ersten großen Auftrag stürzte“, und beklagte, dass durch die Skandalisierung in der Öffentlichkeit sein Verhalten in der FDP nunmehr „negativ“ erscheine, obwohl es doch „bei normaler Weiterentwicklung als unbedenklich, wenn nicht sogar als zweckentsprechend angesehen worden wäre“. Noch 1956 verlangte er von Dehler eine Rehabilitierung, da er durch die Affäre berufliche Nachteile gehabt habe. Er sei genötigt gewesen, sich „in eine völlig fremde Branche ohne Verwertungsmöglichkeiten meiner Ausbildung und meiner Vorkenntnisse einzuarbeiten“. Gemeint war offenbar die Werbebranche, denn in den Folgejahren war Diewerge als Werbeleiter in Essen tätig.

### Von der Vergangenheit eingeholt: Der Essener Meineidprozess

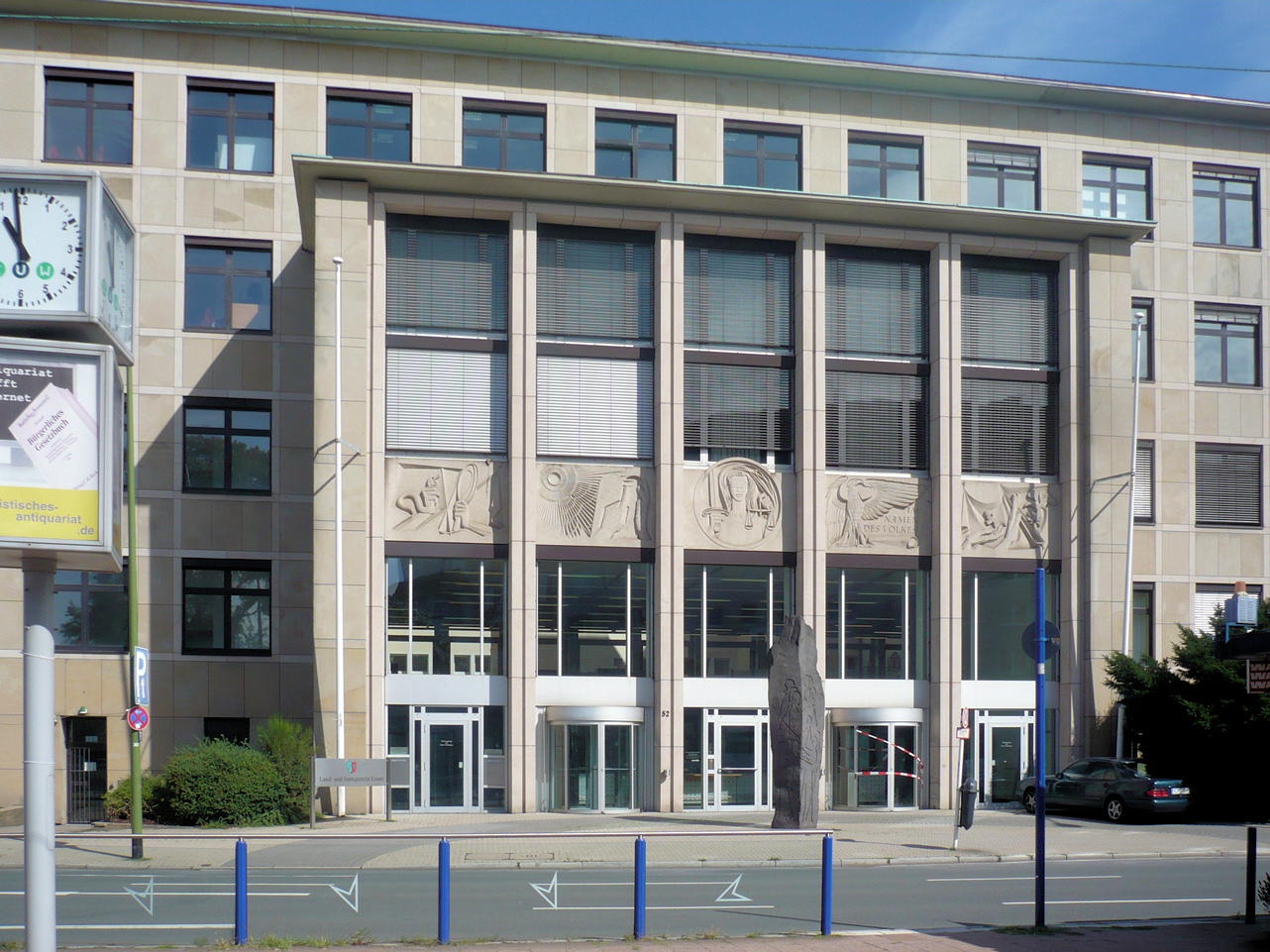
Das Landgericht Essen, Ort des Meineidprozesses

1966 holte ihn seine NS-Vergangenheit erneut ein: Das Landgericht Essen leitete einen Prozess wegen Meineids gegen Diewerge ein. Anlass waren Zeugenaussagen Diewerges im Jahre 1959 in einem Prozess gegen den Autor Michael Graf Soltikow, der in verschiedenen Publikationen behauptet hatte, das Attentat Herschel Grynszpans sei nachweislich auf homosexuelle Beziehungen zwischen Grynszpan und vom Rath zurückzuführen – ein Bruder vom Raths hatte Soltikow deswegen verklagt. Die Anklage gegen Diewerge beruhte im Wesentlichen auf zwei Punkten: Erstens hatte Diewerge im Soltikow-Prozess unter Eid erklärt, von einem angeblichen homosexuellen Tatmotiv habe er erst spät gehört und ihm sei auch nichts darüber bekannt, dass eine solche Aussage zum Abbruch des Grynszpan-Prozesses beigetragen habe. Zweitens hatte er „mit aller Entschiedenheit“ bestritten, 1941 und 1942 irgendetwas über propagandistische „Nebenabsichten“ gewusst zu haben, insbesondere darüber, dass der Prozess zur Rechtfertigung „judenfeindlicher Maßnahmen“ dienen sollte. Kristian Buchna fasst in der Rückschau zusammen: Diewerge hatte sich in der Vernehmung 1959 als „unwissender, keineswegs judenfeindlicher Befehlsempfänger“ präsentiert.
In dem Essener Prozess blieb Diewerge bei seinen Behauptungen und gab an, von der Endlösung habe er zum ersten Mal 1944 in Stockholm aus einer englischen Zeitung gehört. Nach einer Reihe von Zeugenaussagen hochrangiger NS-Funktionäre, unter anderem Ernst Lautz, Leopold Gutterer, Heinrich Hunke, Walter Jagusch, Ewald Krümmer und Franz Schlegelberger, kam das Gericht zu der Überzeugung, in Bezug auf das unterstellte homosexuelle Tatmotiv sei Diewerge keine Falschaussage nachzuweisen. Dagegen habe Diewerge mit seiner Versicherung, er habe keine Ahnung davon gehabt, dass der Schauprozess gegen Grynszpan zur Rechtfertigung von Maßnahmen gegen Juden dienen sollte, bewusst die Unwahrheit gesagt. Mit Urteil vom 17. Februar 1966 wurde Diewerge wegen Meineids zu einer einjährigen Freiheitsstrafe verurteilt, die später zur Bewährung ausgesetzt wurde.
Im selben Jahr ging bei der Staatsanwaltschaft Wiesbaden eine weitere Strafanzeige gegen Diewerge ein. Sie bezog sich ebenfalls auf den von Diewerge vorbereiteten Schauprozess gegen Grynszpan. Zwar wurden die Ermittlungen schnell eingestellt, der hessische Generalstaatsanwalt Fritz Bauer ordnete jedoch die Übernahme des Verfahrens durch seine Behörde an. Doch die Bearbeitung erfolgte schleppend; erst 1969 zog die Generalstaatsanwaltschaft die Ermittlungen endgültig an sich. Sie strebte eine Verurteilung wegen Beihilfe zum Mord an: Diewerge habe durch die Planung und propagandistische Nutzung des Schauprozesses den Massenmord an den Juden gefördert. Da der Grynszpan-Prozess nicht zustande gekommen und es daher beim erfolglosen Versuch zur Beihilfe geblieben war, stellte die Behörde am 20. November 1969 das Verfahren ein.

### Verstrickung in die Flick-Affäre
Diewerges Verbindungen zur FDP waren in dieser Zeit nicht abgerissen. Dies zeigte sich, als er 1968 die Geschäftsführung zweier neu gegründeter Vereine übernahm: der Gesellschaft für Europäische Wirtschaftspolitik e. V. (GfEW), der Satzung nach ein steuerbefreiter Berufsverband, und des Internationalen Wirtschaftsclubs e. V. (IWC), der als gemeinnützig anerkannt und daher ebenfalls steuerbefreit war. Otto Graf Lambsdorff war stellvertretender Vorsitzender der GfEW, ein weiterer hochrangiger FDP-Politiker, Wolfram Dorn, stellvertretender Vorsitzender des IWC. Wie das Landgericht Bonn 1987, Jahre nach Diewerges Tod, im Urteil gegen Eberhard von Brauchitsch, Hans Friderichs und Lambsdorff in der so genannten Flick-Affäre festhielt, verfolgten diese Vereine ihre satzungsgemäßen Ziele nur zum Schein: In Wahrheit dienten sie dazu, steuerbefreite Industriespenden entgegenzunehmen und diese auf Umwegen der FDP zuzuleiten, das heißt, sie betrieben Beihilfe zur Steuerhinterziehung.
Diewerge behielt die Geschäftsführung beider Vereine fünf Jahre lang bei und war nach den Erkenntnissen des Landgerichts aktiv daran beteiligt, deren wahre Zwecke zu verschleiern. So schrieb er dem Finanzamt Neuwied, das eine Betriebsprüfung plante, am 27. Januar 1971 „der Wahrheit zuwider“, die GfEW habe planmäßig ihre Tätigkeit als Berufsverband aufgenommen, und erstellte eine Liste von entsprechenden Aktivitäten. 1973, mit 67 Jahren, trat er als Geschäftsführer beider Vereine zurück und wurde durch Joachim Friedrich von Stojentin, später durch Friedrich Karl Patterson ersetzt. Er starb 1977, vier Jahre vor Beginn der staatsanwaltlichen Ermittlungen in der Flick-Affäre. Noch in der Woche vor seinem Tod, am 26./27. November 1977, war er als externer Referent für eine Veranstaltung der HIAG vorgesehen gewesen, um die Mitglieder dieser Traditionsorganisation der Waffen-SS in „Öffentlichkeitsarbeit“ zu schulen, hatte jedoch kurzfristig absagen müssen.

## Nachleben
Einige Propagandaschriften Diewerges wurden im Internetzeitalter digitalisiert und finden sich auf diversen rechtsradikalen beziehungsweise revisionistischen Websites. Insbesondere die Inhalte der Broschüren zum „Fall Gustloff“ und zum „Kaufman-Plan“ werden in der neonazistischen Szene nach wie vor häufig als Propagandamittel verwendet.
Diese Situation bildet den Ausgangspunkt für die 2002 erschienene Novelle Im Krebsgang von Günter Grass. Der Ich-Erzähler gerät auf der rechten Website „www.blutzeuge.de“ in einen Chatroom, der Wilhelm Gustloff und das Schicksal des gleichnamigen Schiffs zum Thema hat. Dort trifft er auf einen Chatter, der wiederholt den „Parteigenossen und Reichsredner Wolfgang Diewerge“ als Quelle anführt. Andere Chatter streifen im Zusammenhang mit Diewerge kurz dessen Verbindung mit dem Naumann-Kreis sowie mit der Flick-Affäre.

## Forschungs- und Literaturlage
Eine umfassende Biografie Diewerges gibt es nicht. Neben den kurzen, nicht ins Detail gehenden Abrissen in Ernst Klees Personenlexikon zum Dritten Reich und Wolfgang Benz’ Handbuch des Antisemitismus findet sich eine relativ umfangreiche Darstellung von Diewerges Lebenslauf in Kristian Buchnas Studie von 2010.
Dagegen existieren zu den politischen Aktivitäten, an denen Diewerge beteiligt war, teilweise bereits detaillierte Forschungsberichte, die zumindest am Rande auch auf Diewerges Handlungen eingehen. Den Kairoer Prozess behandeln aus unterschiedlichen Perspektiven die Studien von Gudrun Krämer, Albrecht Fueß und Mahmoud Kassim, wobei speziell die beiden letzteren Material zu Diewerges Propagandatätigkeit bieten und auch seine Zusammenarbeit mit der NS-Auslandsorganisation und die Differenzen zur Linie des Auswärtigen Amts behandeln. Die Gustloff-Affäre ist aufgearbeitet in Peter O. Chotjewitz’ umfangreichem Aufsatz Mord als Katharsis sowie einer Studie von Mathieu Gillabert. Auch hier spielt das Verhältnis von Propagandaministerium, Auslandsorganisation der NSDAP und Auswärtigem Amt eine wesentliche Rolle. 2012 hat Armin Fuhrer ein Buch vorgelegt, das auf der Basis von Archivrecherchen, insbesondere auch in Schweizer Zeitungsarchiven, neue Aufschlüsse über Diewerges Aktivitäten im Fall Gustloff gibt. Für Diewerges Rolle im geplanten Grynszpan-Prozess ist nach wie vor Helmut Heibers Studie von 1957 wesentlich, Ergänzungen bietet Alan E. Steinweis’ Buch über die Kristallnacht 1938. Wolfgang Benz hat 1981 die Broschüre Diewerges zum Kaufman-Plan in den Vierteljahrsheften für Zeitgeschichte analysiert. Kristian Buchna hat in seinem Buch von 2010 zahlreiche Archivquellen zur „Nationalen Sammlung“ der FDP Nordrhein-Westfalen ausgewertet und kann daher Diewerges Aktivitäten in diesem Kontext sehr ausführlich darstellen. Für Diewerges Rolle in der Flick-Affäre bleibt das Buch des Journalisten Hans Leyendecker eine wichtige Quelle.
Zeitgenössische Berichte wie Cuno Horkenbachs Handbuch Das Deutsche Reich von 1918 bis heute von 1935 oder die Presseberichte insbesondere der Neuen Zürcher Zeitung zum Essener Meineidprozess liefern Material für die Lebensphasen, die von diesen wissenschaftlichen Veröffentlichungen nicht oder kaum berührt werden. Es existieren Aktenbestände zu Diewerge beim Institut für Zeitgeschichte. Ein Bestand, der Gesprächsnotizen einer Unterredung von Helmut Heiber mit Diewerge sowie dessen Zeugenaussage im Soltikow-Prozess enthält, ist online zugänglich. Ein weiterer Bestand mit dem Nachlass des Essener Staatsanwalts Hans-Ulrich Behm, des Anklagevertreters im Essener Prozess, konnte bislang noch nicht ausgewertet werden.

## Schriften (Auswahl)
- Als Sonderberichterstatter zum Kairoer Judenprozeß. Gerichtlich erhärtetes Material zur Judenfrage. München: Eher, 1935.
- Der Fall Gustloff. Vorgeschichte und Hintergründe der Bluttat von Davos. München: Eher, 1936.
- Ein Jude hat geschossen. Augenzeugenbericht vom Prozeß gegen David Frankfurter. München, Eher, 1937.
- Anschlag gegen den Frieden. Ein Gelbbuch über Grünspan und seine Helfershelfer. München, Eher, 1939.
- Der neue Reichsgau Danzig-Westpreußen. Ein Arbeitsbericht vom Aufbauwerk im deutschen Osten. Junker und Dünnhaupt, 1940.
- Das Kriegsziel der Weltplutokratie. Dokumentarische Veröffentlichung zu dem Buch des Präsidenten der amerikanischen Friedensgesellschaft Theodore Nathan Kaufman „Deutschland muß sterben“ („Germany must perish“). München: Eher, 1941.
- Deutsche Soldaten sehen die Sowjetunion. Feldpostbriefe aus dem Osten. Berlin: Limpert, 1941.
- Hubert Kogge. Weg eines Unternehmers. Mit Zeichnungen von Josef Arens. Herrn Hubert Kogge zu seinem 25. Geschäftsjubiläum von seinen Mitarbeitern überreicht. Köln: Wirtschaftsverlag Dr. Sinz, 1959.